# Riffs
Riffs è il 26° album di studio della rock band inglese Status Quo, uscito nel novembre del 2003.

## Storia
Su richiesta della Universal Records con cui hanno da poco sottoscritto un nuovo contratto discografico, gli Status Quo portano a completamento la trilogia di cover-album iniziata nel 1996 col fortunato Don't Stop e proseguita nel 2000 con Famous in the Last Century. Malgrado il gruppo non abbia intenzione di incidere un ulteriore album di cover, alla fine cede alle insistenze della nuova etichetta discografica e registra Riffs nel 2002, nel corso delle medesime sedute d'incisione dell'album Heavy Traffic. Non vengono estratti singoli.

## Contenuti
Come avverte il titolo, il disco è una carrellata di riff chitarristici abbinata a brani celebri della storia del rock, riletti in chiave hard. Presenta anche alcune auto-cover della band che per l'occasione decide di rivisitare brani come Caroline e Whatever You Want.
È il primo lavoro degli Status Quo a contenere una traccia con il bassista John Edwards alla voce principale (nel brano Centerfold). L'edizione pubblicata in Inghilterra nel 2003 contiene un DVD bonus con nove tracce.

## Accoglienza
Ottiene recensioni critiche piuttosto discordanti e arriva al n. 32 delle classifiche inglesi. Nel Regno Unito viene certificato disco d'argento il 28 ottobre 2022.

## Tracce
A fianco di ogni traccia viene riportato il nome dell'artista che in origine ha inciso il brano.
1. Caroline - 4:54 - (Rossi/Young) Status Quo
2. I Fought the Law - 3:04 - (Curtis) Sonny Curtis, The Clash
3. Born To Be Wild - 4:31 - (Bonfire) Steppenwolf
4. Takin' Care of Business - 5:07 - (Bachman) Bachman-Turner Overdrive
5. Wild One - 3:47 - (O'Keefe/Greenan/Owens) Johnny O'Keefe, Iggy Pop
6. On the Road Again - 5:22 - (Jones/Wilson) Canned Heat
7. Tobacco Road - 2:39 - (Loudermilk) The Nashville Teens
8. Centerfold - 3:48 - (J. Geils Band) J. Geils Band
9. All Day and All of the Night - 2:28 - (Davis) The Kinks
10. Juniors Wailing - 3:28 - (White/Pugh) Steamhammer, Status Quo
11. Pump It Up - 3:30 - (Costello) Elvis Costello
12. Down the Dustpipe - 2:21 - (Grossman) Status Quo
13. Whatever You Want - 4:32 - (Parfitt/Bown) Status Quo
14. Rockin' All Over the World - 3:56 - (Fogerty) John Fogerty, Status Quo

### Traccia bonus per l'edizione britannica
1. Don't Bring Me Down - 3:57 - (Lynne) Electric Light Orchestra

### Tracce del DVD bonus per l'edizione britannica
1. Caroline (Rossi/Young) (tratto da 'The One & Only')
2. Roll Over Lay Down (Coghlan/Parfitt/Lancaster/Rossi/Young) (tratto da One & Only)
3. Whatever You Want (Bown/Parfitt) (tratto da One & Only)
4. Forty-Five Hundred Times-Rain (Parfitt/Rossi) (tratto da Live at Heitere Open Air, Zofingen, Switzerland - August 2003)
5. Solid Gold (Rossi/Young) (tratto da Live at Heitere Open Air, Zofingen, Switzerland - August 2003)
6. Paper Plane (Rossi/Young) (tratto da Top of the Pops 2 Status Quo Special)
7. All Stand Up (Rossi/Young) (tratto da Top of the Pops, inedito)
8. Rockin All Over The World (Fogerty) (tratto da Top of the Pops 2000th Edition)
9. Jam Side Down (Britten/Dore) (Video promozionale)

## Deluxe Edition 2022
Il 30 settembre 2022, viene pubblicata la deluxe edition dell'album contenente 2 CD.
Nel primo disco viene riprodotto l'album del 2003, con il sound completamente restaurato e rimasterizzato e con l'aggiunta di due singoli pubblicati dal gruppo nel 2004, You'll Come 'Round (con il relativo "lato b", Lucinda) e Thinking of You.
Il secondo CD comprende brani dal vivo estratti da un concerto tenuto al Montreux Jazz Festival, Svizzera, il 4 luglio 2004.
Il libretto, oltre a varie foto del periodo di incisione dell'album, contiene interviste ai componenti del gruppo e ampie note illustrative redatte a cura di Dave Ling, critico delle riviste musicali britanniche Classic Rock e Metal Hammer.

### Tracce Deluxe Edition
CD 1
Contiene l'album originale del 2003 in versione restaurata e rimasterizzata oltre ai brani You'll Come 'Round, Lucinda e Thinking of You incisi nel 2004.
1. Caroline - 4:54 - (Rossi/Young)
2. I Fought the Law - 3:04 - (Curtis)
3. Born To Be Wild - 4:31 - (Bonfire)
4. Takin' Care of Business - 5:07 - (Bachman)
5. Wild One - 3:47 - (O'Keefe/Greenan/Owens)
6. On the Road Again - 5:22 - (Jones/Wilson)
7. Tobacco Road - 2:39 - (Loudermilk)
8. Centerfold - 3:48 - (J. Geils Band)
9. All Day and All of the Night - 2:28 - (Davis)
10. Don't Bring Me Down - 3:57 - (Lynne)
11. Juniors Wailing - 3:28 - (White/Pugh)
12. Pump It Up - 3:30 - (Costello)
13. Down the Dustpipe - 2:21 - (Grossman)
14. Whatever You Want - 4:32 - (Parfitt/Bown)
15. Rockin' All Over the World - 3:56 - (Fogerty)

### Tracce bonus
1. You'll Come 'Round - 3:25 - (Rossi/Young)
2. Lucinda - 3:17 - (Parfitt/Edwards)
3. Thinking of You - 3:38 - (Rossi/Young)

CD 2
Comprende brani estratti da una esibizione dal vivo al Montreux Jazz Festival di Montreux, Svizzera, il 4 luglio 2004.
1. Caroline - 6:46 - (Rossi/Young)
2. Something 'Bout You Baby I Like - 2:15 - (Supa)
3. Break the Rules - 3:20 - (Rossi/Young/Parfitt/Lancaster/Coghlan)
4. Forty-Five Hundred Times - 4:58 - (Rossi/Parfitt)
5. Rain - 4:41 - (Parfitt)
6. Hold You Back - 4:39 - (Rossi/Parfitt/Young)
7. Mystery Medley - 11:30 - (autori vari)
8. Gerdundula - 5:49 - (Rossi/Young)
9. Roll Over Lay Down - 5:59 - (Rossi/Young/Parfitt/Lancaster/Coghlan)
10. Down Down - 5:43 - (Rossi/Young)
11. Whatever You Want - 5:01 - ( Parfitt/Bown)
12. Rockin' All Over the World - 5:32 - (Fogerty)
13. Encore Medley - 6:57 - (Berry)

## Formazione
- Francis Rossi (chitarra solista, voce)
- Andy Bown (tastiere, chitarra armonica a bocca, cori)
- Rick Parfitt (chitarra ritmica, voce)
- John 'Rhino' Edwards (basso, voce)
- Matt Letley (percussioni)

## Altri musicisti
- Bob Young (armonica a bocca) in Takin' Care of Business e Down the Dustpipe